# Campeonato Maranhense de Futebol de 2020 - Segunda Divisão
A Segunda Divisão do Campeonato Maranhense de Futebol foi a 20ª edição da competição organizada pela Federação Maranhense de Futebol. A competição garante duas vagas para o Campeonato Maranhense de Futebol de 2021 e para a seletiva da Série D de 2021.

## Regulamento
Pré-Série B
Nesta fase irão participar quatro clubes em jogos de mata-mata e em partidas de ida e volta, classificando o vencedor para a Fase Principal, caso as partidas terminem empatadas em saldo de gols a vaga será decidida nos pênaltis. Os clubes participantes desta fase serão: Expressinho FC, IAPE, SE Tupan e EC Viana.
Fase Principal
Nesta fase participarão sete clubes cinco que já estão classificados de acordo com a classificacão da Segunda Divisão de 2019 que são: Atlético Bacabal, Bacabal EC, Chapadinha FC, ITZ Sport e Timon EC, mais os dois classificados da Pré-Série B. Os perdedores da Pré-Série B serão rebaixados pra Terceira Divisão de 2021..
O Campeão e o Vice garantem acesso para a Primeira Divisão em 2020.

## Equipes Participantes
Abaixo a lista dos clubes interessados a participar do campeonato que aconteceu no segundo semestre de 2020. As equipes tiveram sua participação confirmada pela Federação Maranhense de Futebol e poderá haver desistência de algum clube até o inicio da competição.
| Baixa | Equipes rebaixadas da Primeira Divisão de 2019 |

## Pré-Série B
|  |

| Grupo | Equipe 1    | Total | Equipe 2 | Ida   | Volta |
| ----- | ----------- | ----- | -------- | ----- | ----- |
| A     | IAPE        | 3–2   | Tupan    | 1–0   | 2–2   |
| B     | Expressinho | – [a] | Viana    | – [a] | – [a] |

- a. ^  O Expressinho não compareceu no jogo de ida da fase pré da competição e teve jogo de volta cancelado.[4]

## Primeira Fase

### Classificação
| Pos | Times            | Pts | J | V | E | D | GP | GC | SG  |
| --- | ---------------- | --- | - | - | - | - | -- | -- | --- |
| 1   | IAPE             | 13  | 6 | 4 | 1 | 1 | 20 | 4  | +16 |
| 2   | Timon            | 12  | 6 | 4 | 0 | 2 | 9  | 5  | +4  |
| 3   | Bacabal          | 12  | 6 | 4 | 0 | 2 | 8  | 7  | +1  |
| 4   | Atlético Bacabal | 10  | 6 | 3 | 1 | 2 | 8  | 8  | 0   |
| 5   | Viana            | 9   | 6 | 3 | 0 | 3 | 8  | 13 | –5  |
| 6   | Chapadinha       | 4   | 6 | 1 | 1 | 4 | 2  | 7  | –5  |
| 7   | ITZ Sport        | 1   | 6 | 0 | 1 | 5 | 4  | 15 | –11 |

|                  | CAB | BEC | CFC | IAPE | ITZ | TIM | VIA |
| ---------------- | --- | --- | --- | ---- | --- | --- | --- |
| Atlético Bacabal | —   | —   | 1–0 | —    | 2–1 | —   | 0–2 |
| Bacabal          | 0–2 | —   | —   | 0–2  | 2–0 | 1–0 | —   |
| Chapadinha       | —   | 1–2 | —   | —    | —   | 0–2 | 1–0 |
| IAPE             | 2–2 | —   | 2–0 | —    | —   | —   | —   |
| ITZ Sport        | —   | —   | 0–0 | 0–6  | —   | 2–3 | 1–2 |
| Timon            | 3–1 | —   | —   | 1–0  | —   | —   | 0–1 |
| Viana            | —   | 2–3 | —   | 1–8  | —   | —   | —   |

|  |                     |  |        |  |                      |
|  | Vitória do Mandante |  | Empate |  | Vitória do Visitante |

## Fase Final
Em itálico, os times que possuem o mando de campo no primeiro jogo do confronto e em negrito os times classificados.
|  | Semifinais       | Semifinais | Semifinais | Semifinais |   |            | Final | Final |
|  |                  |            |            |            |   |            |       |       |
|  | IAPE             | 2          | 4          | 6          |   |            |       |       |
|  | Atlético Bacabal | 0          | 0          | 0          |   |            |       |       |
|  | Atlético Bacabal | 0          | 0          | 0          |   | IAPE (pen) | 0(2)  |       |
|  |                  |            |            |            |   | IAPE (pen) | 0(2)  |       |
|  |                  | Timon      | 0(4)       |            |   |            |       |       |
|  | Timon            | Timon      | 0(4)       | 1          | 3 | 4          |       |       |
|  | Timon            |            |            | 1          | 3 | 4          |       |       |
|  | Bacabal          | 1          | 0          | 1          |   |            |       |       |

## Classificação final
- b. ^  O Timon foi punido com a perda de 16 pontos por escalação irregular.[5]